# Vågå
Vågå ist eine Kommune im norwegischen Fylke Innlandet. Die Kommune hat 3529 Einwohner (Stand: 1. Januar 2025). Verwaltungssitz ist die Ortschaft Vågåmo.

## Geografie

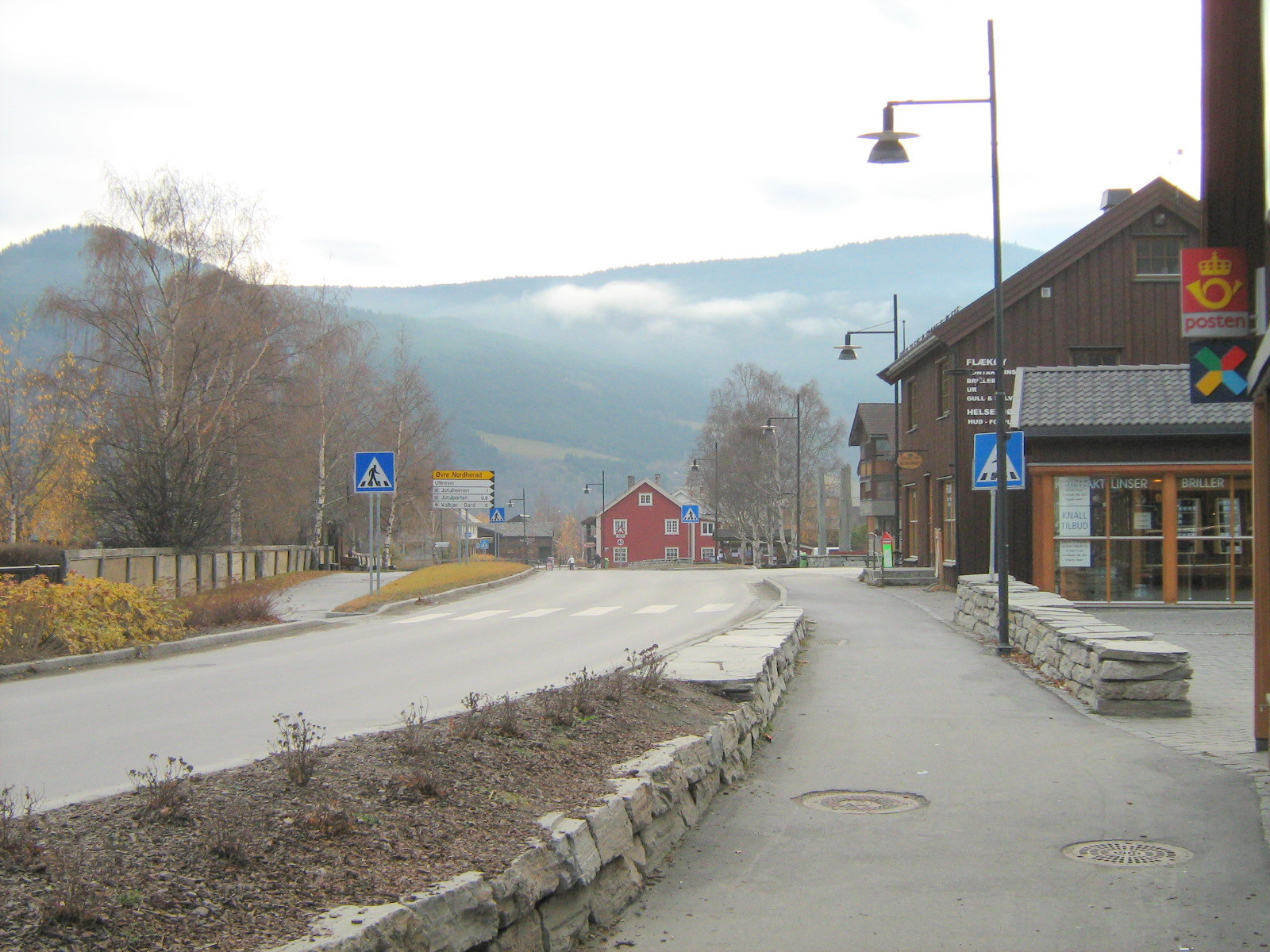
Vågåmo, Zentralort der Kommune Vågå

Die Gemeinde liegt im Gebiet des Gebirges Jotunheimen im Norden des Tals Gudbrandsdal. Vågå grenzt an Lesja im Norden, Dovre im Nordosten, Sel im Osten, Nord-Fron im Südosten, Øystre Slidre und Vang im Süden sowie Lom im Westen. In Vågå befinden sich mehrere Seen, so etwa der Gjende im Süden und im nördlicheren Gemeindebereich der östliche Abschnitt des Sees Vågavatnet, an dessen Ostufer die Ortschaft Vågåmo liegt. Vom Gjende fließt der Fluss Sjoa ab und sucht sich seinen Weg in den Nordwesten, bevor er außerhalb der Gemeinde in den größeren Fluss Lågen mündet. Das Vågavatn wird hingegen von der Otta durchflossen. Zwischen den beiden Seen Bessvatnet und Gjende liegt der Gebirgsrücken Besseggen.
Drei Viertel des Gemeindeareals liegen über 900 moh. und es gibt mehrere Berge südlich der Otta mit über 2000 moh. Die Erhebung Surtningssue auf der Grenze zu Lom stellt mit einer Höhe von 2367,71 moh. den höchsten Punkt der Kommune Vågå dar. Er steht zugleich auf Platz sieben der höchsten Berge Norwegens. Im Süden liegt des Weiteren ein Teil des Jotunheimen-Nationalparks im Gemeindegebiet. Als typische Pflanze für die Gemeinde gilt der Strauß-Steinbrech, der in deren Gebirgslagen wächst.

## Einwohner
Der Großteil der Einwohner Vågås leben im Haupttal entlang der Otta. Nach Ende des Zweiten Weltkriegs blieb die Zahl der Einwohner weitgehend gleich. In den 1980er-Jahren begann sie schließlich zu sinken. In der Gemeinde liegen zwei sogenannte Tettsteder, also zwei Ansiedlungen, die für statistische Zwecke als eine städtische Siedlung gewertet werden. Diese sind Vågåmo mit 1471 und Lalm mit 328 Einwohnern (Stand: 1. Januar 2024).
Die Einwohner der Gemeinde werden Vagvær genannt. Offizielle Schriftsprache ist wie in nur wenigen Kommunen in Innlandet Nynorsk, die weniger weit verbreitete der beiden norwegischen Sprachformen.
| Jahr          | 1986 | 1990 | 1995 | 2000 | 2005 | 2010 | 2015 | 2020 | 2025 |
| ------------- | ---- | ---- | ---- | ---- | ---- | ---- | ---- | ---- | ---- |
| Einwohnerzahl | 4101 | 3974 | 3907 | 3818 | 3773 | 3722 | 3675 | 3570 | 3529 |

## Geschichte

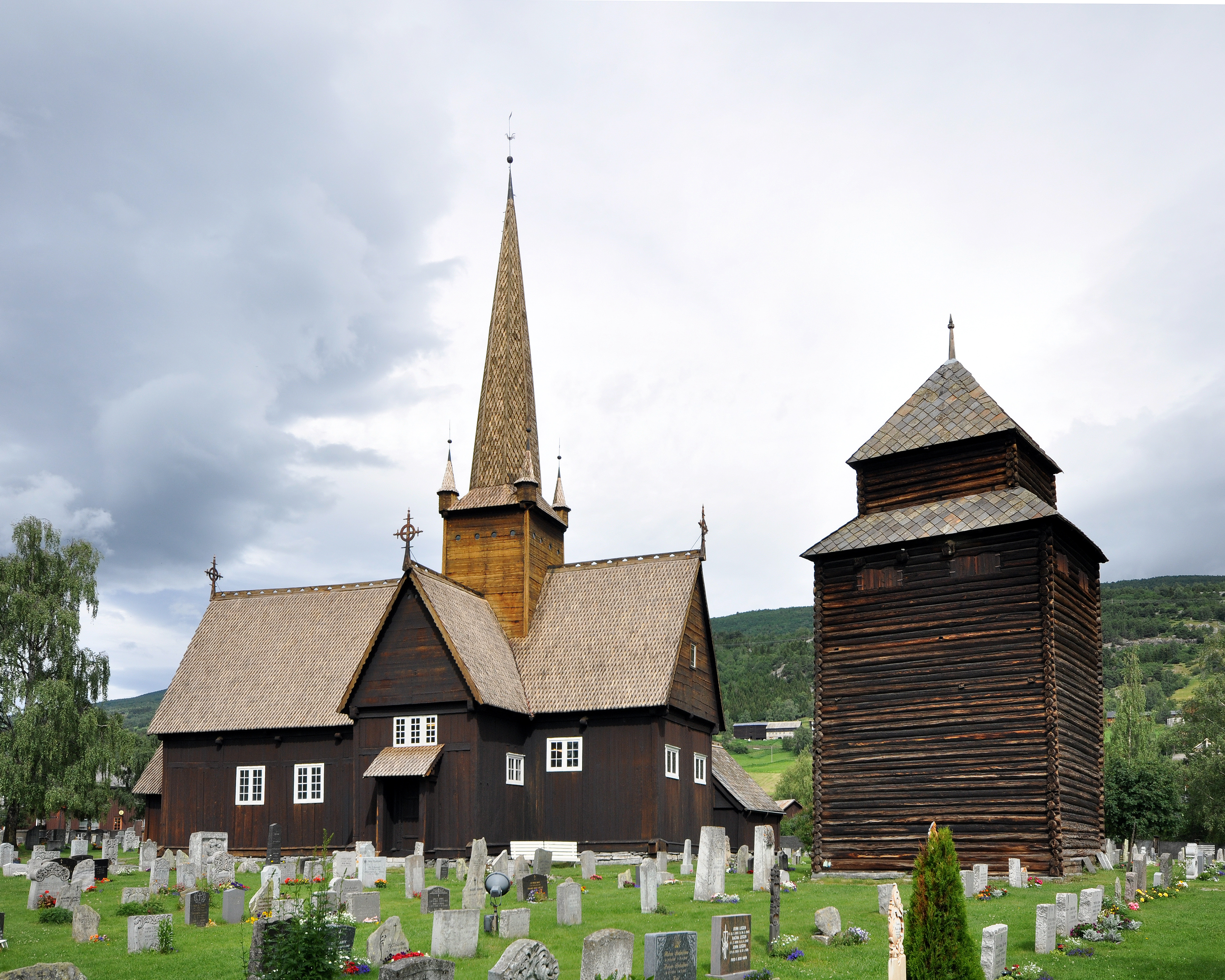
Kirche Vågå

Die alte Kommune Vågå wurde zum 1. Januar 1908 in Vågå, Heidal und Sel aufgespalten. Vågå verblieb dabei mit 2953 Einwohnern, Heidal hatte zu diesem Zeitpunkt 1241 Bewohner und Sel 2287. Zum 1. Januar wurde Heidal zu Sel eingegliedert, auch ein Teil von Nord-Fron und ein von 35 Personen bewohntes Gebiet von Vågå ging in die neue Gemeinde Sel mit ein.
Bis zum 31. Dezember 2019 gehörte Vågå der damaligen Provinz Oppland an. Sie ging im Zuge der Regionalreform in Norwegen in die zum 1. Januar 2020 neu geschaffene Provinz Innlandet über.
Mit der Kirche Vågå (norwegisch: Vågåkyrkja) liegt eine Holzkirche in Vågå. Die Kirche wurde zwischen 1625 und 1630 erbaut und ersetzte einen Vorgängerbau aus dem 12. Jahrhundert.

## Wirtschaft und Infrastruktur

### Verkehr
In West-Ost-Richtung führt der Riksvei 15 entlang des Sees Vågåvatnet und durch die Ortschaft Vågåmo durch die Kommune. Etwas außerhalb der Gemeinde mündet die Straße in die Europastraße 6 (E6). Etwas westlich von Vågåmo zweigt vom Riksvei 15 der Fylkesvei 51 in den Süden ab.

### Wirtschaft
In der Gemeinde gibt es trotz der Lage im Gebirge landwirtschaftlich gut nutzbare Flächen. Eine typische Form der Landwirtschaft stellen die Almen (norwegisch: Seter) mit der dortigen Produktion von Milch und Fleisch dar. Aufgrund der niedrigen Niederschlagsmengen in den Tälern bestehen dort schon länger Formen der künstlichen Bewässerung. In der Industrie ist vor allem die Verarbeitung von Holz verbreitet. Die Bedeutung des Tourismus stieg mit der Zeit an. Im Jahr 2020 arbeiteten von 1766 Arbeitstätigen 1158 in Vågå selbst, 273 waren in der Nachbargemeinde Sel tätig. Die weiteren verteilten sich auf Kommunen wie Lom, Oslo und Dovre.

## Name und Wappen

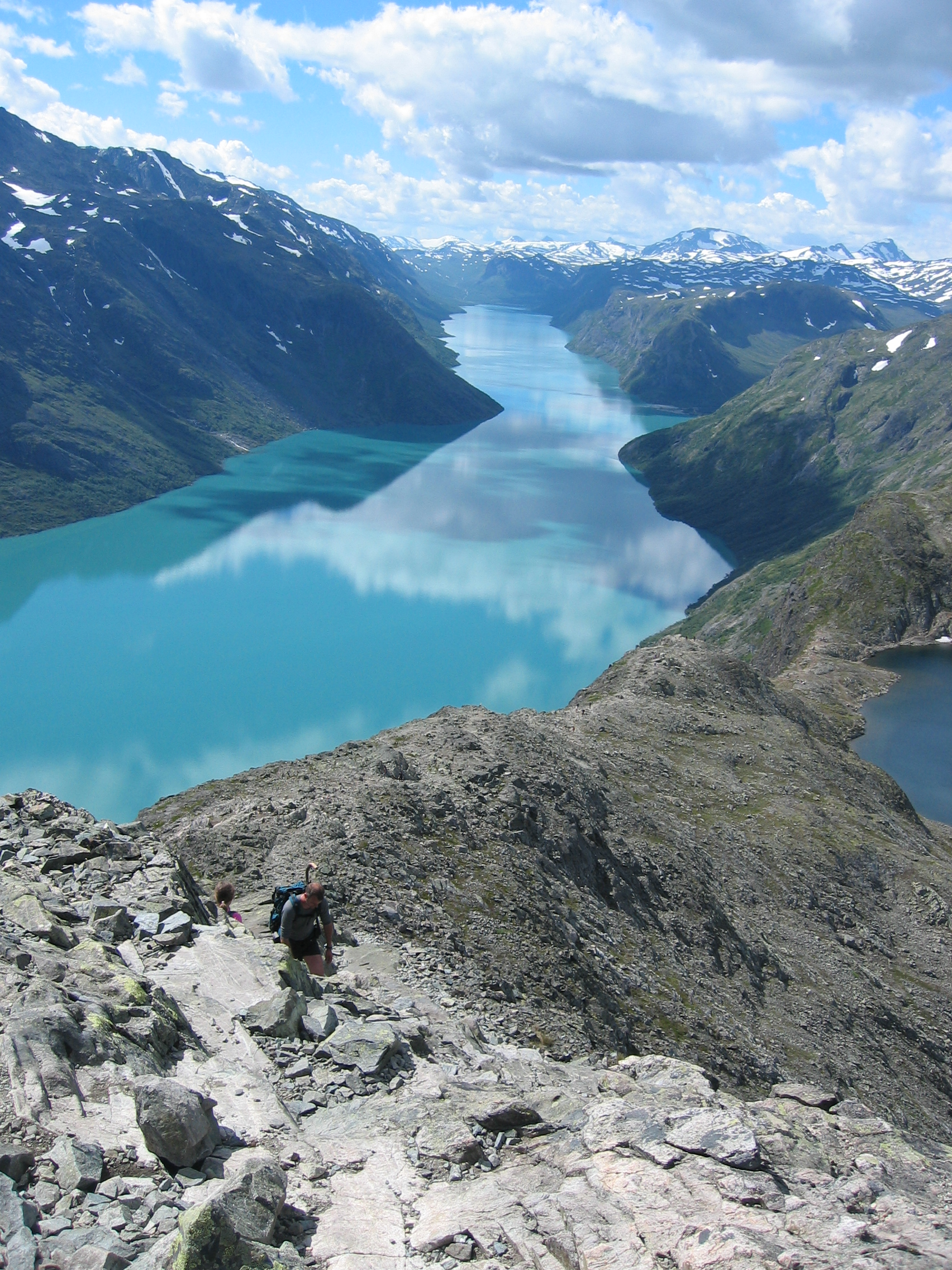
Blick vom Besseggen auf den See Gjende

Das seit 1985 offizielle Wappen der Kommune zeigt ein goldenes Rentier auf rotem Hintergrund. Es handelt sich dabei um eine Anspielung an die Handlung von Peer Gynt, der auf einem „Bock“ über einen Grat geritten sein soll. Vågå wurde im Jahr 1313 als a Vaga erwähnt. Der Name soll sich vom altnordischen Begriff für „transportieren“ ableiten und sich auf einen wichtigen Weg durch das Gudbrandsdal beziehen.

## Persönlichkeiten
- Edvard Storm (1749–1794), Dichter und Pädagoge
- Johan Storm Munch (1778–1832), Bischof und Schriftsteller
- Ole Herman Krag (1837–1916), Erfinder des Krag-Jørgensen-Gewehrs
- Knut Hamsun (1859–1952), Schriftsteller
- Thekla Susanne Ragnhild Resvoll (1871–1948), Botanikerin und Frauenrechtlerin
- Hanna Marie Resvoll-Holmsen (1873–1943), Botanikerin
- Ragnvald Skrede (1904–1983), Lyriker